# 竜門睦月
竜門 睦月（りゅうもん むつき、1月3日 - ）は、日本の男性声優。岡山県出身。プロダクション・エース所属。

## 略歴
プロダクション・エース演技研究所在籍中に、レッスンで音響監督からの評価を得て外画作品に出演していた。

## 出演

### テレビアニメ
2016年
- ブレイブウィッチーズ（水兵、通信兵）

2017年
- 終末なにしてますか? 忙しいですか? 救ってもらっていいですか?（グルムジャル市の人々、兵士C）
- はじめてのギャル（チャラ男B、御手洗友人D）

2018年
- 銀魂.（央国星の兵士）

2019年
- どろろ（手下G）

2020年
- LISTENERS リスナーズ（長距離運転手、長距離運転手B、グランジ&アノラック兄弟）
- BNA ビー・エヌ・エー（サトウ、獣人、ベアーズファースト、鎮圧部隊）
- ストライクウィッチーズ ROAD to BERLIN（整備士）
- 神達に拾われた男（2020年 - 2023年、セイン、追っ手2） - 2シリーズ

2023年
- レベル1だけどユニークスキルで最強です（フランケンシュタイン）

### OVA
- ふたりエッチ（2014年、椎名健[4][2]）

### Webアニメ
- 終末のワルキューレ（2021年）

### ゲーム
2015年
- コール オブ デューティ ブラックオプス3
- バットマン アーカム・ナイト
- Fallout 4

2016年
- エルダー・スクロールズ・オンライン

### 吹き替え

#### 映画
- IT/イット THE END “それ”が見えたら、終わり。（マネージャー[5]）
- 悪魔のいけにえ2（ウェンデル）
- 寄生体X
- ゴールデンスランバー（ドンギュ〈キム・デミョン〉）
- ジェサベル（マーク〈ブライアン・ハリセイ〉[2]）
- 新プレデター 最強ハンター襲来
- スーパーティーチャー 熱血格闘（ホン・ジョンファ〈ゴードン・ラウ〉[6]）
- ステージ・マザー（チェリー〈マイア・テイラー〉[7]）
- スプラッシュ ※Disney+版
- セント・エルモス・ファイアー（キム[8]）※ザ・シネマ版
- ソニック×シャドウ TOKYO MISSION[9]
- 第三の男（ペイン軍曹〈バーナード・リー〉[10]）※N.E.M版
- 大脱出3（ハッシュ〈カーティス・“50セント”・ジャクソン〉[11]）
- デビルズ・シティ（フランク[2]）
- ナイト・オブ・シャドー 魔法拳（チェン隊長[12]）
- ナイトメア・アリー[13]
- ハンターキラー 潜航せよ（ベルフォード〈テイラー・ジョン・スミス〉）
- ビルとテッドの時空旅行 音楽で世界を救え!（ディーコン〈ベック・ベネット〉[14]）
- ファイブ・ナイツ・アット・フレディーズ（ジェフ〈デヴィッド・リンド〉[15]）
- ブライトバーン/恐怖の拡散者（トラビス〈スティーヴン・ブラックハート〉[16]）
- ブラックパンサー[17]
- フリー・ガイ[18]
- ペンタゴン・ペーパーズ/最高機密文書（フィル・ジェイリン〈パット・ヒーリー〉）
- モンスターハンター（兵士[19]）
- 野獣処刑人 ザ・ブロンソン（ボーン〈アントン・クラーク〉[20]）
- リーガル・マインド 〜裏切りの法廷〜（ジョシュ〈デビッド・ライオンズ〉）
- レジェンダリー（ミュート〈ジョン・バーンサル〉）
- レッド・スカイ（プロファイル）

#### ドラマ
- 青い海の伝説（ナム部長）
- イカゲーム（パク・チョンベ〈イ・ソファン〉）
- ヴィンチェンツォ[21]
- 項羽と劉邦 King's War（審食其 / しんいき[2]）
- ザ・プレイヤー〜究極のゲーム〜
- ジェーン・ザ・ヴァージン（アレックス[2]）
- スタートレック:ストレンジ・ニュー・ワールド
- ロキ
- ヘルプ・ミー・トッド（チェット〈トーマス・カドロット〉）

#### アニメ
- アダムス・ファミリー2 アメリカ横断旅行!（ライフガード[22]）
- おさるのジョージ（ダン）
- ジェイコブと海の怪物
- バービー: ドリームハウス・アドベンチャー（英語版）（ジョージ[23]）
- バービー・プリンセス・アドベンチャー（ジョージ）
- バービー&チェルシー: 消えたバースデー（ジョージ）
- 爆走ナマケモノ! フリーキー（チャンピオン）
- プレイモービル マーラとチャーリーの大冒険（ブラックナイト[24]）

#### ボイスオーバー
- スゴ腕！RC模型ビルダー（カール＝ハインツ・クロツバッバ）
- ハーレー＆ダビッドソン
- 完全犯罪のレシピ
- ゴールドラッシュ～人生最後の一攫千金～
- パティのメキシカン・クッキング
- ミリタリー・モーターズ シーズン3

### シリーズ一覧
1. ↑  第1期（2020年）、第2期『2』（2023年）